# アイルランド海軍
アイルランド海軍（アイルランド語: An tSeirbhís Chabhlaigh、英: Irish Naval Service）はアイルランド共和国の海軍である。

## 概要
アイルランド島の北東部（北アイルランド）を除く領域を統治するアイルランドは大西洋に面しており、漁業保護を中心とする艦艇を有している。
保有する艦艇は、1000トン前後の哨戒艦艇が数隻であり、イギリスで建造されたものである。
アイルランド海軍の主な任務は、漁業取締と海洋警察で、麻薬取り締り、警備救難、など、日本の税関、海上保安庁任務も受け持つ。
艦艇も、ヘリ搭載艦１(国産)、外洋哨戒艦５(国産、英国)、沿岸哨戒艦２(旧英ピーコック)で、いずれもオート・メラーラ 76 mm 砲を搭載してはいるものの、対潜戦能力は皆無なうえ、艦対空ミサイルやCIWSを装備していないため対空戦能力も極めて貧弱、また艦対艦ミサイルや巡航ミサイルも装備していないため対艦・対地攻撃力も極めて限定的であり、海上保安庁の巡視船とほぼ類似の性格の艦艇のようで、実際、水産庁漁業取締船の任務が主要なようである。
兵員1144名(750名?)、うち女性37名前後。基地、司令部は、Cork。アイルランド海軍はアイルランド国防軍の海軍である。